# Josef Meissner
Josef Meissner (* 21. října 1893, Praha-?) byl tzv. asociační kapitán (což byla funkce odpovídající zhruba dnešní funkci trenéra národního mužstva) československé fotbalové reprezentace na mistrovství světa ve Francii roku 1938.